# ویلبر (نبراسکا)
ویلبر(به انگلیسی: Wilber) شهری در ایالت نبراسکا کشور ایالات متحده آمریکا است که جمعیت آن در سرشماری سال ۲۰۱۰ میلادی، ۱٬۸۵۵ نفر بوده‌است.